# Fal·làcia del nirvana
La fal·làcia del nirvana és una fal·làcia informal que consisteix a comparar opcions factibles amb alternatives poc realistes o idealitzades. Es pot referir igualment a la tendència a assumir que existeix una solució perfecta a un problema concret. La fal·làcia de la solució perfecta és un concepte molt similar.
La creació d'un fals dilema que proposa una solució molt bona (però impossible) permet a l'usuari de la fal·làcia del nirvana criticar qualsevol altra solució per ser imperfecta. En realitat, aquesta fal·làcia no ofereix una elecció entre diverses solucions realistes, sinó una elecció entre una solució adequada realista i una opció «millor» però poc realista.

## Exemples
Fal·làcia
«Les campanyes de seguretat viària no serveixen de res perquè sempre hi haurà algun boig que provocarà accidents.»
Resposta
L'objectiu no és erradicar els accidents completament, sinó reduir-ne el nombre.
Fal·làcia
«No val la pena posar càmeres a les porteries de futbol perquè els àrbitres continuaran fent altres errors.»
Resposta
Tot i que les càmeres a les porteries no poden eliminar tots els errors arbitrals, sí que poden evitar-ne una part.
Fal·làcia
«Posar desfibril·ladors a espais públics és una pèrdua de temps: només salven vides en el 20% dels casos.»
Resposta
Encara que els desfibril·ladors no aconsegueixin rescatar la majoria de víctimes, és millor salvar-ne el 20% que no salvar-ne cap.